# Cees Pille
Cees Pille (Woerden, 1970) is een Nederlands politicus van de VVD en manager bij Transport en Logistiek Nederland. Van 2023 tot juni 2025 was hij lid van Provinciale Staten in Zeeland.
Pille studeerde economie aan de Erasmus Universiteit Rotterdam en werkte in het bedrijfsleven.

## Politieke loopbaan
Hij was raadslid van de Rotterdamse deelgemeente Feijenoord, raadslid van Goes en van 2020 tot 2022 ook wethouder van Goes.
Van 2023 tot juni 2025 was hij Statenlid van Zeeland.
In april 2025 werd Pille door de gemeenteraad van Albrandswaard voorgedragen en per 1 juli 2025 door de Kroon benoemd tot burgemeester van deze gemeente als opvolger van Jolanda de Witte (D66).